# Мюллер-Прайс, Эллен
Эллен Прайс (нем. Ellen Preis, 6 мая 1912 — 18 ноября 2007) — австрийская и германская фехтовальщица, олимпийская чемпионка и чемпионка мира; после замужества взяла фамилию мужа — Мюллер.

## Биография
Родилась в 1912 году в Берлине; её отец имел австрийское гражданство, а мать — германское. В 18-летнем возрасте она переехала в Вену, где её тётя Вильгельмина Вердник (первая чемпионка Германии по фехтованию) руководила школой фехтования.
В 1931 году завоевала золотую медаль европейского первенства (впоследствии задним числом признанного чемпионатом мира). В 1932 году она, имея двойное гражданство, хотела представлять на Олимпийских играх в Лос-Анджелесе Германию, но германская федерация фехтования, имея нескольких фехтовальщиц высокого класса, не была в этом заинтересована, и Эллен Прайс выступила на Олимпиаде за команду Австрии, завоевав золотую медаль. В 1932 и 1935 годах она завоевала серебряные, а в 1936 году — бронзовую медали первенств Европы (впоследствии задним числом признанных чемпионатами мира). В 1936 году Эллен Прайс стала обладательницей бронзовой медали Олимпийских игр в Берлине. В 1937 году она приняла участие в первом официальном чемпионате мира по фехтованию и завоевала бронзовую медаль.
Эллен Прайс много раз становилась чемпионкой Австрии. Так как в 1938 году Австрия была присоединена к Германии, то она смогла принять участие в чемпионате Германии и выиграла его.
После Второй мировой войны, когда Австрия вновь стала независимым государством, Эллен Прайс вновь стала представлять её на международной арене, и в 1949 году была признана «спортсменкой года». В 1947 году она выиграла чемпионат мира, в 1948 году завоевала бронзовую медаль Олимпийских игр в Лондоне, в 1949 и 1950 годах опять выиграла чемпионаты мира. В 1952 году она не смогла завоевать медалей на Олимпийских играх в Хельсинки, а в 1956 году на Олимпийских играх в Мельбурне стала лишь 7-й, но в 1957 году завоевала бронзовую медаль чемпионата мира.
По завершении спортивной карьеры Эллен Прайс преподавала фехтование и музыку.